# 宮園ことね
宮園 ことね（みやぞの ことね、1997年2月4日 - ）は、日本のAV女優。

## 略歴
1997年2月4日、東京都生まれ。Hカップの元グラビアアイドルとして2020年3月20日にヌードイメージビデオ、同月26日にヌード写真集でデビュー。学生時代にはレースクイーンを経験した。フォーティーフォーマネジメント所属。
身長174cm。スリーサイズはB93(H) W57 H89。

## 人物
趣味:歌舞伎、クラシック、オペラ鑑賞、読書、ボルタリング。股下は80cm。
初キスは21歳。Hで大事な点は雰囲気。

## 作品

### イメージビデオ
- 風に吹かれて/宮園ことね（2020年3月20日、クレイン）

### アダルトビデオ
2020年
- FIRST IMPRESSION 140 決心 芸能人デビュー 宮園ことね（4月13日、アイデアポケット）[6]
- グラビアアイドル第2弾 5本番+自慢の超吸引フェラチオ 宮園ことね（5月13日、アイデアポケット）[7]
- グラビアアイドルが一番潮噴き絶頂した夜… 宮園ことね（7月13日、アイデアポケット）
- 断り切れないグラビアナースの射精看護 新米看護婦につけ込んで好き放題ヤリまくるパコパコ病淫24時!! 宮園ことね（8月13日、アイデアポケット）
- 絶望輪姦され続ける美人スイマー 歯止めの利かない若い欲求ち○ぽに汚される水泳部コーチ 宮園ことね（9月13日、アイデアポケット）

### 写真集
- First shot（2020年3月26日、ジーウォーク、撮影：安田一福）ISBN 978-4867170137

### デジタル写真集
- FLOWER 宮園ことね vol.01（2020年6月19日、ジーウォーク、撮影：安田一福）